# Функциональная магнитно-резонансная томография
Функциона́льная магни́тно-резона́нсная томогра́фия, функциона́льная МРТ или фМРТ (англ. Functional magnetic resonance imaging) — разновидность магнитно-резонансной томографии, которая проводится с целью измерения гемодинамических реакций (изменений в токе крови), вызванных нейронной активностью головного или спинного мозга. Этот метод основывается на том, что мозговой кровоток и активность нейронов связаны между собой. Когда область мозга активна, приток крови к этой области также увеличивается.
ФМРТ позволяет определить активацию определенной области головного мозга во время нормального его функционирования под влиянием различных физических факторов (например, движение тела) и при различных патологических состояниях.
На сегодняшний день это один из самых активно развивающихся видов нейровизуализации. С начала 1990-х годов функциональная МРТ стала доминировать в области визуализации процессов головного мозга из-за своей сравнительно низкой инвазивности, отсутствия воздействия радиации и относительно широкой доступности.

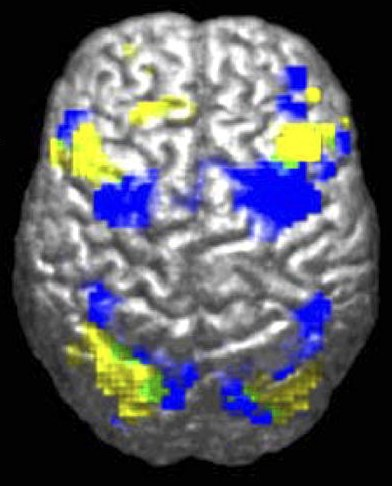
Функциональная магнитно-резонансная томография

## История
В конце 19-го века Анджело Моссо изобрел аппарат «баланс человеческой циркуляции», который мог неинвазивными способами измерять перераспределение крови во время эмоциональной и интеллектуальной деятельности. Хотя аппарат был упомянут в работах Вильяма Джеймса, детали, точные разработки и данные о проведенных экспериментах долгое время оставались неизвестными до недавнего открытия исходного документа и отчетов Моссо Стефаном Сандро и его коллегами. Рукописи Моссо не дают прямого доказательства того, что «баланс» в действительности был в состоянии измерить изменения мозгового кровотока в результате когнитивной деятельности, однако современная репликация аппарата, выполненная Дэвидом Филдом в настоящее время, используя современные методы обработки сигналов, недоступные Моссо, показывает, что устройство могло обнаружить изменения в объеме кровотока головного мозга в результате когнитивной деятельности.
В 1890 году в университете Кембриджа Чарльз Рой и Чарльз Шеррингтон впервые экспериментально связали работоспособность мозга с кровотоком. Следующим шагом в проблеме, как измерить кровоток мозга, было открытие Линуса Полинга и Чарльза Кореля в 1936 году. Открытие заключалось в том, что кровь, богатая кислородом с Hb, слабо отталкивалась магнитными полями, в то время как кровь, обеднённая кислородом с dHb, притягивалась магнитными полями, хотя меньше, чем ферромагнитные материалы, такими как железо. Сэйдзи Огавой из Белл Лабс было признано, что это свойство может быть использовано для усиления сигнала МРТ, так как различные магнитные свойства dHb и Hb вызовет заметные изменения в МРТ сигнале, вызванные кровотоком в активированные области мозга. БОЛД (зависимость уровня кислорода) - это МРТ-контраст, открытый Огавой в 1990 году. В фундаментальных исследованиях 1990 года, основанных на работах Тулборна и др., Огава и его коллеги изучали грызунов под воздействием сильного магнитного поля. Чтобы управлять уровнем кислорода в крови, они меняли содержание кислорода в воздухе, которым дышали животные. Как только доля кислорода падала, на МРТ появлялась карта кровотока.  Они проверили это путём размещения пробирок с кровью, богатой кислородом, и венозной кровью, а затем — созданием отдельных изображений.  Чтобы показать эти изменения кровотока, связанные с функциональной активностью мозга, они изменили состав воздуха, которым дышали крысы, и просмотрели их одновременно с мониторингом активности мозга на ЭЭГ.

## Физиология
Мозг функционально не предназначен для хранения глюкозы — основного источника энергии. Однако, для активации нейронов и действия ионных насосов, которые обуславливают нормальное функционирование мозга, нужна энергия, получаемая из глюкозы. Энергия из глюкозы поступает за счёт кровотока. Вместе с кровью в результате расширения кровеносных сосудов также транспортируются кислородосодержащие молекулы гемоглобина в красных кровяных клетках. Изменение кровотока локализуется в пределах 2 или в области нейронной активности. Обычно увеличение концентрации кислорода больше, чем кислорода, израсходованного на сжигание глюкозы (на данный момент не определено, окисляется ли вся глюкоза), и это приводит к общему снижению гемоглобина. При этом изменяются магнитные свойства крови, препятствуя её намагничиванию, что впоследствии ведет к созданию индуцированного МРТ-процесса.
Кровоток мозга неравномерно зависит от потребляемой глюкозы в разных областях мозга. Предварительные результаты показывают, что в некоторых областях мозга приток крови больше того уровня, который бы соответствовал потреблению. Например в таких областях, как в миндалине, базальных ганглиях, таламусе и поясной коре, которые набираются за быстрый отклик. В областях, которые имеют более совещательный характер, таких как боковая, лобной и латеральной париетальных долей, наоборот, исходя из наблюдений, следует вывод, что входящий поток меньше расхода. Это сильно влияет на чувствительность.
Гемоглобин различается тем, как он реагирует на магнитные поля, в зависимости от того, имеет ли он привязку к молекуле кислорода. Молекула гемоглобина лучше реагирует на действие магнитного поля. Следовательно, она искажает окружающее её магнитное поле, индуцированного магнитно-резонансного сканера, вызывая потерю намагниченности ядер быстрее через период полураспада. Таким образом, сигнал МРТ лучше в тех областях мозга, где кровь сильно насыщается кислородом и меньше, где кислорода нет. Этот эффект возрастает как квадрат напряженности магнитного поля. У фмрт-сигнала, следовательно, проявляется необходимость в сильном магнитном поле (1,5 Т и выше) и последовательности импульсов, таких как ЭПИ, которая чувствительна к периоду полураспада.
Физиологическая ответная реакция кровотока во многом определяет временную чувствительность, то есть, насколько точно мы можем измерить период активности нейронов и в какое именно время они активны, отмечая BOLD-эффект (англ. Blood-oxygen-level-dependent imaging). Основным временным параметрическим разрешением является — ТР, который диктует, как часто определённая область мозга возбуждается и теряет свою намагниченность. Трс может варьироваться от очень коротких (500 мс) до очень длинных (3 сек). Для функциональной магнитно-резонансной томографии, в частности, гемодинамическая реакция длится более 10 секунд, поднявшись мультипликативно с пиком на 4 до 6 секунд, а затем падает мультипликативно. Изменения в системе кровотока, сосудистая система, интеграция ответных реакций нейронной активности с течением времени. Так как данная ответная реакция представляет собой гладкую непрерывную функцию, отбора проб. Больше точек на кривой отклика можно получить путём простой линейной интерполяции в любом случае. Экспериментальные парадигмы могут улучшить временное разрешение, но уменьшат число эффективных точек данных, полученных экспериментальным путём.

## Гемодинамическая ответная реакция зависимости уровня кислорода в крови (ЗУКВ)
Изменение МР сигнала от нейронной активности называется гемодинамической ответной реакцией (ГО). Она может задерживать нейронные события на 1-2 секунды, в связи с тем, что  сосудистая система достаточно долго реагирует на потребность мозга в глюкозе. С этого момента она обычно достигает пика примерно через 5 секунд после стимуляции (в данном случае имеется в виду внедрение глюкозы). Если нейроны продолжают активную деятельность от непрерывного стимула, пик распространяется на плоском плато, в то время как нейроны остаются активными. После остановки активности ЗУКВ сигнал падает ниже исходного уровня, базового, что называют «отклонением от номинала». С течением времени сигнал восстанавливается до базового уровня. Есть некоторые доказательства того, что непрерывные метаболические требования в области мозга способствуют отклонению от номинала.
Механизму, с помощью которого нервная система обеспечивает обратную связь с сосудистой системой, необходимо больше глюкозы, в том числе, частично высвобожденной из глутамата в рамках запуска нейронов. Глутамат влияет на ближайшие опорные клетки, астроциты, вызывая изменение концентрация ионов кальция. Это, в свою очередь, высвобождает оксид азота в точке контакта астроцитов и средних кровеносных сосудов, артериол. Оксид азота является вазодилататором, вызывая расширения артериол и привлечение к себе большего объема крови.
Ответный сигнал одного вокселя в течение периода времени называется timecourse. Как правило, нежелательный сигнал, называемый шумом, со сканера, беспорядочной деятельности, помех и аналогичных элементов соизмерим с величиной полезного сигнала. Чтобы устранить данные шумы, фмрт исследования повторяют несколько раз.

### Пространственное разрешение
Пространственное разрешение фМРТ-исследований определяется как способность оборудования различать границы мозга и близлежащие места. Она измеряется размером вокселей, как в МРТ. Воксель — это трехмерный прямоугольный параллелепипед, размеры которого определяются толщиной среза, площадь среза, и сетки, наложенные на срез путём сканирования. При полном исследовании мозга используются более крупные воксели, а те, которые специализируются на конкретных регионах, представляющие интерес, как правило, используют меньшие размеры. Размеры варьируются от 4-5 мм до 1 мм. Таким образом размеры вокселей напрямую зависят от области измерения. Вместе с тем время сканирования напрямую увеличивается с увеличением количества вокселей, зависящих от среза и количества срезов. Это может привести к дискомфорту для субъекта внутри сканера и к потере намагниченности сигнала. Воксели, как правило, содержат несколько миллионов нейронов каждый и десятки миллиардов синапсов.
Сосудистая артериальная система, которая поставляет свежую кровь, насыщенную кислородом, разветвляется на меньшие и меньшие сосуды, которые входят в поверхностные участки мозга и в его внутренние структуры. Кульминацией является соединения капилляров внутри мозга. Дренажные системы, точно так же, сливается в более крупные и крупные вены, которые уносят кровь с низким содержанием кислорода. Гемоглобин вносит свой вклад в фмрт-сигнал от обоих капилляров вблизи зоны деятельности крупных и дренирующих вен Для хорошего пространственного разрешения, сигнал от крупных вен должен быть подавлен, поскольку она не соответствует площади участка нейронной активности. Это может быть достигнуто либо с помощью сильного постоянного магнитного поля или с помощью спин-Эхо последовательности импульсов. Вместе с этим фмрт может изучить пространственный диапазон от миллиметров до сантиметров, и можно, следовательно, определить Brodmann областях (centimers), подкорковых ядер, таких как хвостатые, скорлупа и таламус, гиппокамп, такие как объединенные зубчатой извилиной/СА3, СА1, и subiculum.

### Временное разрешение
Временное разрешение — это наименьший период времени нейронной активности который с высокой точностью можно определить с помощью фмрт.
Временное разрешение зависит от возможностей мозга обрабатывать данные за определенное время, находясь в различных ситуациях. Например, в широком диапазоне задается визуальная система обработки. То, что глаз видит, регистрируется на фоторецепторах сетчатки в пределах миллисекунд. Данные сигналы доходят до первичной зрительной коры через таламус за десятки миллисекунд. Активность нейронов, связанных с актом видения, длится чуть больше 100 мс. Быстрые реакции, такие как резкий поворот, чтобы избежать аварии, занимает около 200 мс. Реакция происходит приблизительно во вторую половину осознания и осмысления произошедшего. Вспоминание подобного события может занять несколько секунд, и эмоциональные или физиологические изменения, такие как страх, возбуждение, могут длиться минуты или часы. Распознавание лиц, событий могут длиться дни, месяцы или годы. Большинство экспериментов фмрт-исследований процессов мозга, длящиеся несколько секунд, с исследованием, проведенным в течение нескольких десятков минут. Изменение психо-эмоционального состояния может изменить поведение субъекта и его когнитивные процессы.

### Линейное дополнение от многократной активации
Когда человек выполняет две задачи одновременно, ответная реакция ЗУКВ, как ожидается, добавляется линейно. Это фундаментальное предположение многих фмрт-исследований. Линейное дополнение означает отдельное масштабирование каждого интересующего процесса и их последующего суммирования. Поскольку масштабирование — это просто умножение на постоянное число, это означает, что событие, которое вызывается, скажем, два раза, в нейронных реакциях может быть смоделировано как определенное событие, представленное два раза одновременно.